# Mythoplastoides exiguus
Mythoplastoides exiguus är en spindelart som först beskrevs av Banks 1892.  Mythoplastoides exiguus ingår i släktet Mythoplastoides och familjen täckvävarspindlar. Inga underarter finns listade i Catalogue of Life.